# 蒼髮的蜻蜓姬
《蒼髮的蜻蜓姬》為中国大陆作家墨熊的轻小说作品，獲得2012年角川華文輕小說暨插畫大賞金賞。与姊妹作《黃龍天空》、《光耀启明星》合称「蜻蜓姬」系列。

## 蒼髮的蜻蜓姬

### 故事簡介
蘇爾是一名不會死的蜻蜓姬。在一次為寫真集的拍攝工作，而登上火車，認識強國統治者—瑪瑪蘭公主及其丈夫—庫庫爾親王。在無意中「救駕」瑪瑪蘭公主，子彈穿過蘇爾的身體擊中瑪瑪蘭公主，面臨死亡的公主希望蘇爾把留下的信物給給親王，及保護他。蘇爾、庫庫爾親王以及暫時擔任保鑣的蕾雅，一同逃避追兵，回到公主的國家。

### 登場人物
蘇爾
提莫蟲堡出身的蜻蜓姬，《嗶嗶女郎》的模特兒。不懂飛行、『蟲咆』，但擅長『浮掠』。
在20年前出身在夏奈人的村莊—悲劇村，長期營養不良，在十來歲時被賣至旅行人販，只因是在全家中，她的價錢是五人中最高。蘇爾被賣至「特殊旅館」，被教導唱歌跳舞，不久因蜻蜓來襲，在當中的黑髮蜻蜓姬給予三個選項—「奴隸」「食物」「變成蜻蜓姬」，而蘇爾想著反正人生已經十份坎坷，而選擇成為被人類稱為怪物的蜻蜓姬。
之所以不會蟲咆是因為蘇爾的蟲咆是被提莫母后所精心設計,用來發動『輝煌契約之石』的鑰匙。
瑪瑪蘭·貝塔蒙托
16歲，夏奈人。北地王國的君主，庫庫爾的妻子。在火車旅行中被暗殺。臨死前把信物留給庫庫爾。
庫庫爾
夏奈人。北地王國的附屬國—吉里吉亞公國的親王。
蕾雅·聖靈咆哮
納伊美人，前『姐妹會』的高級祭司，被稱為『甚麼都行的蕾雅』。
多洛
異教神使、天之眷族。
朵蘭
蕾雅的『妹妹』，年幼她幾天，『姐妹會』的戰鬥法師
舒露露·萌多
德美爾人女孩。逃婚。
紗舞
紫羅蘭蟲堡出身的蜻蜓姬，琴師。失蹤。
雪霜
紫羅蘭蟲堡的德羅蘭島前哨的執政官，因母后死亡、蟲堡覆滅、以及成為女王的蜻蜓姬皆不在，成為現時的族領。
雷火
紫羅蘭蟲堡的皇家守衛，雌性。
巴洛
『天堂鳥』軍業公司，民軍隊長
雷迪
納伊美人，過去是舊帝國德羅蘭島守衛兵團的後勤官。
納亞尼
德美爾人。上尉。墮天級驅逐艦『毛毛豬』的艦長。
娜娜
蜻蜓姬。是首隻出現在人類面前的蜻蜓姬，五十年前代表所有蟲堡向文明世界宣戰。
英雄王
瑪瑪蘭公主的父親，前任君主。因重病而退位。
都爵
《嗶嗶女郎》的攝影師。

### 用語
蜻蜓
泛指有飞行能力的大型昆虫，实际上数量最多的品种为蝗虫种属。
蜻蜓姬
由人类改造的蜻蜓品种，主要改造的特征是更新消化系统、内循环系统和运动神经系统。另外卵巢被改造为桑谷腺体。
姐妹會
纳伊美人的宗教武装组织。
雲牆
纵向环绕星球的巨大建筑，来自超古代。
納伊美人
故事发生的星球上其他灵长类进化而成的人类，外貌类似欧洲人。
夏奈人
智人在故事发生的星球的通称，基本上等同于欧洲人和亚洲人的混合民族。
原本與蟲族共同生活在雲牆的另一端,直到夏奈人的探險隊發現了女神並被其詛咒,成為天之眷族,只有被選定的少數祭司保持原樣。他們開始妖言惑眾,征服大部分夏奈人的國土並向蜻蜓發動戰爭,蜻蜓與剩餘的夏奈人聯手對抗他們並保有優勢,直到女神製作出了一樣武器,殺死了無數的蜻蜓,但突然一名女神的祭司與夏奈人的騎士相戀,最後祭司帶走武器倒戈。聯軍縮然贏了戰爭,但損傷慘重,納西姆母后決定將夏奈人請出自己的領域,並讓夏奈人保有武器和永不再戰的承諾。
德美爾人
大型直立猫科动物，成年体型从人类儿童到站立的老虎不等。
天之眷族
非人类文明种族，也并非本星球出身，但和夏奈人信奉同样的宗教。
幽影
有拟态能力的三维影像，进入其中会被同化。
巨魔水母
直径数公里的水母。
輝煌契約之石
超古代文明的武器，由蜻蜓姬的共鸣启动。

## 黃龍天空

### 登場人物
小玫
納伊美人。14歲，巨像鎮下一任雅蘭娜教的聖女。被納西姆花妖吃掉後花妖擬態成小玫,但由於靈子反噬,不願放棄生為人的幸福,而一直把自己當成小玫。
賽法
玫的哥哥。愛讀書。
尤希娜
巨像鎮的聖女。玫和賽法的母親。真實身分是尤希娜的妹妹尤希雅。
米斯彌爾·多琪
德美爾人皇族，獨臂。隸屬皇立非正常事務調查總局，過去是『驅魔團』的首席驅魔師,為米斯彌爾皇國第26順位繼承人。
索菲
弗拉迪米安的蜻蜓姬。人稱『亡眼索菲』。
莫古蘿
德美爾人，學者。其實是真神派的信徒,發動千人血祭的主謀。
諾西
巨像鎮的治安官兼民兵隊長
尤希雅
尤希娜的雙胞胎妹妹，在15年前失蹤。真實身分是尤希雅的姊姊尤希娜。被自己的丈夫薩丁失手殺死。
米拉
人稱『格拉利亞巢穴』的圖書館的館長，諾西的表弟。
薩丁
尤希娜的丈夫。
迪婭托
德美爾人，皇立天空軍少將。
索蘿
德美爾人，督察。

### 用語
雅蘭娜
納伊美人的神
密語日
每月的6日。
弗拉迪米安
橫亙在『文明世界』和『納西姆大陸』巨型堡壘。
黃龍
學名『納西姆花妖』，蜻蜓的天敵。
幻光蝸
穆拉爾叢林血蛭
真神派
邪教，相信『血祭』能喚醒真神，引發『羽化之刻』
覓妖鈴
全名『異能及非常態壓迫性腦波遙感裝置』

## 出版書籍
| 中文版標題   | ISBN（台/港）      | 初版發行       | ISBN（陸）             | 初版發行      | 封面             |
| ------------ | ------------------ | -------------- | ---------------------- | ------------- | ---------------- |
| 蒼髮的蜻蜓姬 | ISBN 9789862877975 | 2012年7月28日  | ISBN 978-7-5356-5585-1 | 2012年9月5日  | 蘇爾             |
| 黃龍天空     | ISBN 9789863256366 | 2013年10月25日 | ISBN 978-7-5356-5976-7 | 2013年1月5日  | 小玫             |
| 光耀启明星   |                    |                | ISBN 978-7-5356-6365-8 | 2013年8月20日 | 露比、苏尔、小玫 |

## 外部連結
- 2012角川華文輕小說暨插畫大賞 （页面存档备份，存于）